# Мата-Уту
Мата-Уту (фр. Mata-Utu, уолл. Matāʻutu) — административный центр Островов Уоллис и Футуна. Расположен на острове Увеа в группе островов Уоллис. Крупнейший морской порт территории, аэропорт. Население — 1075 человек (2013, перепись).
Наиболее известными достопримечательностями являются Собор Успения Пресвятой Богородицы, Королевский дворец и гора Лулу Факехида на его фоне.

## История
В средневековье Туи-тонга вели войну против островитян и взяли остров под контроль. Они установили здесь свою власть и назвали её Увеас, которая стала правящей династией для двух островов; она существует на Мана-Уту даже сегодня. Укрепления, построенные тонганцами в то время, были обнаружены на соседних Талиеруму и на Маламала Тагата в ходе недавних археологических раскопок в этом регионе.
Католические миссионеры, прибывшие на остров в 1837 году решили обратить население в христианство за 5 лет. В течение этого времени миссионеры не только защищали остров от произвола европейцев, но и убедились что церкви были построены не только на Ману-Уту, но и на островах Муа и Ваитупу.
Затем здесь был построен город, разработанный на основе французского села. Свиньи, птицы, ямс, бананы и кокосы были доступны для прибывающих судов. Во время Второй мировой войны здесь высадились войска Свободной Франции. На этом месте состоялась небольшая битва, после чего французы захватили в плен местных вишистов и взяли под контроль центральную радиостанцию острова. Фрэнсис Фокс Перри из 1-го батальона 11-й морской пехоты тоже высаживался здесь. Население острова в 1998 году оценивалось в 815 человек.

## География и климат
Мата-Уту расположен на высоте 6-12 м над уровнем моря. В Мата-Уту тропический климат. В течение года выпадает значительное количество осадков, даже в засушливые месяцы. По классификации Кёппена — экваториальный климат (индекс Af).
| Показатель                    | Янв. | Фев. | Март | Апр. | Май  | Июнь | Июль | Авг. | Сен. | Окт. | Нояб. | Дек. | Год  |
| ----------------------------- | ---- | ---- | ---- | ---- | ---- | ---- | ---- | ---- | ---- | ---- | ----- | ---- | ---- |
| Средний суточный максимум, °C | 30,6 | 30,8 | 30,6 | 30,5 | 29,9 | 29,4 | 28,9 | 28,8 | 29,5 | 30,0 | 30,3  | 30,5 | 29,8 |
| Средняя температура, °C       | 27,4 | 27,6 | 27,5 | 27,4 | 27,2 | 27,0 | 26,5 | 26,3 | 26,7 | 27,0 | 27,2  | 27,3 | 27,1 |
| Средний суточный минимум, °C  | 24,3 | 24,4 | 24,4 | 24,4 | 24,5 | 24,6 | 24,2 | 23,9 | 23,9 | 24,0 | 24,1  | 24,2 | 24,3 |
| Норма осадков, мм             | 326  | 315  | 318  | 286  | 258  | 170  | 192  | 147  | 185  | 317  | 301   | 342  | 3157 |
| Источник: Климат Мата-Уту     |      |      |      |      |      |      |      |      |      |      |       |      |      |